# Eschen
Eschen (Alemannisch: Escha) is de hoofdplaats van het Liechtensteiner Unterland (onderland). De eerste keer dat het dorp werd genoemd in een oorkonde was in 842. De naam van het dorp stamt van het keltische "esca", hetgeen "aan het water gelegen" betekent.
Eschen heeft een relatief grote industrie en is met een oppervlakte van 10,33 km² en 4509 inwoners (2020) de grootste gemeente van het Liechtensteinse Unterland. De kern Eschen heeft 2639 en de kern Nendeln 1357 inwoners (2001). Het ligt op 453 meter hoogte.

## Bezienswaardigheden
- Rooms-katholieke kerk St. Martin
- Pfrundhaus
- Een molen die vanaf 1911 tot enige jaren geleden in bedrijf was